# 1000 boomerangs
1000 boomerangs es una película de Argentina filmada en colores dirigida por Mariano Galperín sobre su propio guion. Se estrenó el 17 de agosto de 1995 en el Teatro General San Martín en el ciclo Cine Argentino inédito en 1994 y tuvo como actores principales a James Murray, Darío Tangelson, Gabriel Fernández Capello  y Fernando Margenet.

## Sinopsis
Los integrantes de un conjunto de rock estadounidense que va a tocar a Buenos Aires pasan un fin de semana en el campo, cuando su recital se suspende por culpa de la final de la Copa Mundial de Fútbol, y los integrantes del conjunto deciden trasladarse a una casa de campo para divertirse el fin de semana.

## Reparto
- James Murray
- Darío Tangelson
- Gabriel Fernández Capello
- Fernando Margenet
- Lorena Ventimiglia
- Cecilia Etchegaray
- Valeria Bertuccelli
- Rosario Bléfari
- Tato Bores

## Comentarios
Diego Lerer en Clarín opinó: 

«Irritante, inspirada, original y patética. Tan casualmente genial como insoportable. Hace mucho que el cine argentino no da una obra tan singular.» 

Osvaldo Quiroga en El Cronista Comercial dijo: 

«Tiene el raro privilegio de ser una de las peores películas del cine argentino.» 